# Cosmic Love
Singles de Nanase Aikawa
Lovin' you
(1998) Sekai wa kono Te no Naka ni
(1999)
Cosmic Love est le 12e single de Nanase Aikawa, sorti sous le label Avex Trax le 17 mars 1999 au Japon. Il atteint la 6e place du classement de l'Oricon et reste classé pendant 8 semaines pour un total de 130 000 exemplaires vendus. Cosmic Love se trouve sur l'album Foxtrot et sur les compilations ID, ID：2  et Rock or Die. Crying se trouve aussi sur l'album Foxtrot et sur la compilation ID：2.

## Liste des titres
| 1. | Cosmic Love                    |  |
| 2. | Crying                         |  |
| 3. | Cosmic Love (Original Karaoke) |  |